# Pohřebné
Pohřebné je jednou z dávek státní sociální podpory. 
Její výše je v České republice 5 000 Kč a vyplácí se jednorázově. Od 1. 1. 2008 má nárok na pohřebné pouze ten, kdo vypravil pohřeb nezaopatřeného dítěte nebo rodiče takového dítěte. Pokud má na ni z tohoto důvodu nárok více osob, vyplatí se jen prvnímu žadateli.